# Мошки (Орловская область)
Мошки́ — деревня в Дмитровском районе Орловской области. Входит в состав Горбуновского сельского поселения.
Население — 33 человека (2010 год).

## География
Расположена в 5 км к юго-востоку от Дмитровска, в 1 км к востоку от автомобильной дороги «Железногорск—Дмитровск», на левом берегу ручья Мошка́, притока Общерицы. В старину из-за тёмного цвета воды ручей назывался Воронец-Колодезь. В деревне есть 2 пруда, расположенные на этом ручье. Высота над уровнем моря — 250 м. Ближайшие населённые пункты — посёлки Седлечко, Топоричный, село Морево. На западной окраине деревни в советское время располагалась ферма. С юга Мошки ограничены логом Задворье.

## Этимология
По мнению этнографа П. И. Якоби название «Мошки́» имеет древнее финно-угорское происхождение.

## История
Деревня известна со 2-й половины XVII века. В XVII—XVIII веках входила в состав Радогожского стана Комарицкой волости Севского уезда. Согласно крестоприводной книге, 28 апреля 1682 года в городе Севске на верность государям Иоанну V и Петру I Алексеевичам приведён, среди прочих, рядовой из деревни Мошки Федка Сапов. По переписи 1705 года в деревне было 27 дворов (в том числе 1 двор бобыльский), проживало 145 человек (в том числе 44 недоросля, 12 человек на службе). По переписи 1707 года здесь было 24 жилых двора, 3 пустых, 1 двор бобыльский; проживало 109 человек (в том числе 31 недоросль). Эти переписи учитывали только мужское население и домохозяек-вдов или незамужних. Население деревни было приписано к храму Димитрия Солунского соседнего села Морево. Как и в других селениях Комарицкой волости, до начала XVIII века местные жители были дворцовыми крестьянами.
В 1711 году Мошки вошли в состав вотчины молдавского князя Дмитрия Кантемира, дарованной ему Петром I. Таким образом, мошковцы на полтора века оказываются в крепостной зависимости. На протяжении XVIII века деревней владели дворяне Кантемиры, Трубецкие, Безбородко, Волконские. В 1763 году за Кантемирами здесь числилось 113 душ мужского пола, за Трубецкими — 40. В 1797 году за Безбородко числилось 148 душ мужского пола, за Волконскими — 59.
С 1782 года в составе Дмитровского уезда Орловской губернии.
По данным 10-й ревизии 1858 года году помещику Ивану Николаевичу Барманскому (1829—1886) в Мошках принадлежало 23 двора, в которых проживало 153 крепостных мужского пола (151 крестьянин и 2 дворовых).
В 1866 году в Мошках было 25 дворов, проживали 344 человека (153 мужского пола и 164 женского). В 1861—1923 годах деревня входила в состав Соломинской волости Дмитровского уезда Орловской губернии. После смерти И. Н. Барманского в 1886 году владения в Мошках перешли к его жене — Ольге Сергеевне Барманской (1844—1907, урожд. Киселёва). В 1894 году в деревне было 56 дворов, проживало 367 человек.
В 1926 году в деревне было 100 дворов, проживало 556 человек (261 мужского пола и 295 женского), действовала школа 1-й ступени и пункт ликвидации неграмотности. В то время Мошки входили в состав Соломинского сельсовета Лубянской волости Дмитровского уезда. Позднее передана в Горбуновский сельсовет. С 1928 года в составе Дмитровского района. В 1937 году в деревне было 89 дворов. 
Во время Великой Отечественной войны, с октября 1941 года по 9 августа 1943 года, находилась в зоне немецко-фашистской оккупации, прогерманского коллаборационисткого административно-территориального образрвания Локотская Республика, которая активно противодействовала частям Красной Армии. По состоянию на 1945 год в Мошках действовал колхоз имени 8-го марта.
С 1960-х годов жители деревни работали в совхозе «Дмитровский» (центр в д. Горбуновка). В 1990-е годы совхоз был преобразован в Дмитровскую сельскохозяйственную артель, ликвидированную в 2011 году.

## Население
| 1866 | 1926 | 1979 | 2002 | 2010 |
| ---- | ---- | ---- | ---- | ---- |
| 344  | ↗556 | ↘145 | ↘82  | ↘33  |

## Исторические фамилии
Гаврины, Дьячковы, Кизиловы, Коликовы, Марочкины, Сухоруковы, Трохины, Фроловы и другие.

## Образование
В советское время в деревне действовала школа, располагавшаяся на правом берегу ручья Мошка, рядом с кладбищем. Помимо мошковцев, в школе учились дети из посёлков Седлечко и Топоричный.

## Поле боевой славы
В 1943 году в районе Мошков проходили ожесточённые бои с немецко-фашистскими захватчиками: в марте за освобождение деревни сражались бойцы 246-й стрелковой дивизии (3 марта), отдельный пулемётный батальон (8 марта) и 94-й стрелковый полк (6—17 марта) 140-й стрелковой дивизии. В августе 1943 года бои в районе Мошков вели 37-я гвардейская стрелковая дивизия (8—9 августа) и 837-й артиллерийский полк 307-й стрелковой дивизии (12 августа). В ходе боёв советские войска понесли большие потери. Тогда в Мошках говорили: проводник оказался предателем — повёл солдат по полю прямо под немецкие самолёты. К юго-западу от деревни расположено Поле боевой славы, на котором находится братская могила советских воинов и установлен памятник в их честь.